# Quiksilver
Quiksilver est une société australienne fondée en 1969 à Torquay et spécialisée dans les sports de glisse. Son siège social se trouve aujourd'hui à Huntington Beach, aux États-Unis. L'entreprise possède également une succursale européenne à Saint-Jean-de-Luz, en France. La marque australienne appartient depuis 2017 à la société américaine Boardriders.  

## Histoire
Quiksilver a été fondée en 1969 à Torquay, au sud-est de l'Australie, par deux surfeurs John Law et Alan Green, inventeurs du premier board short pour la pratique du surf. À côté, ils créent des vêtements à destination des surfeurs, alors que ce marché est peu concurrentiel.
En 1976, le surfeur américain Jeff Hakman et son ami Bob McKnight fondent Quiksilver USA qui atteint un chiffre d’affaires de 5 millions de dollars dès le début des années 1980.
Au cours de l'été 1984, Jeff Hakman s'envole pour l'Europe, accompagné d'une Française, Brigitte Darrigrand, d'un Australien, Harry Hodge, producteur de films de surf, et d'un surfeur et designer sud-africain, John Winship. Ils fondent ensemble Quiksilver Europe ou Na Pali, du nom de la côte sauvage située au nord-ouest de l'île de Kauai (Hawaï). En 1986, l'entreprise entre en bourse et sera retirée de cotation en 2016.
En juin 2024, l'exploitation en Europe Occidentale de la marque a été rachetée par la société française Groupe Beaumanoir.

## Logo
Le logo de Quiksilver, inspiré de l'estampe du peintre japonais Hokusai, La Grande Vague de Kanagawa, est une vague avec une montagne en arrière-plan, suggérant les deux domaines d'activité de la marque. Il a été créé en 1970.

## Entrée en bourse
Pour assumer sa position de leader international et lever les investissements nécessaires à son expansion, Quiksilver USA est mis en bourse en 1986 devenant ainsi Quiksilver Inc. En 1991, Quiksilver Inc. signe l’acquisition de Na Pali SAS, la société propriétaire de Quiksilver Europe. Puis, Quiksilver Inc. rachète Quiksilver International en 2000, la maison australienne propriétaire de la licence mondiale Quiksilver et fusionne avec ses licenciés australiens en 2002, permettant de réunifier la propriété de la marque Quiksilver sous un seul toit.
En mars 2005, le groupe Quiksilver devient le leader mondial de l'Outdoor en faisant l’acquisition du portefeuille de marques du Groupe Rossignol. Comme le prédestinait son logo, la mer et la montagne se complètent pour offrir une offre diverse aussi bien textile que technique.
Sous l'impulsion de Bernard Mariette (remplacé en 2008 par Bob Mc Knight), Président du Groupe Quiksilver-Rossignol, une structure de management unique est mise en place, commune aux trois grandes zones géographiques que sont les États-Unis, l’Europe et l’Asie-Pacifique.
Le siège social de Quiksilver Europe est implanté à Saint-Jean-de-Luz, au Pays basque, sur une zone où le surf est particulièrement pratiqué, entre mer et montagne. Celui du groupe Quiksilver est basé à Huntington Beach, en Californie.

## Difficultés  financières
En 2008, la marque Rossignol a été revendue au Groupe Macquarie à la suite de nombreuses pertes.
En septembre 2015, le groupe est placé sous la protection de la loi américaine des faillites après avoir perdu 79 % de sa valeur en Bourse depuis janvier 2015 avec une dette de 826 millions de dollars.
Quiksilver a pu en sortir en 2016, repêché par le fonds Oaktree Capital Management, qui était son principal créancier, et qui a accepté de recapitaliser Quiksilver a hauteur de 175 M€, de concert avec Bank of America. C'est ainsi que la société, dont la dette dépassait les 500 M€ au moment de sa mise sous protection du chapitre 11 sur les faillites, prend un nouveau départ.
En mars 2017, revenant petit à petit sur la bonne voie, l'entreprise est intégrée dans la société Boardriders,
Le mardi 30 janvier 2018, le P-DG du groupe Boardriders Inc. depuis novembre 2014 (regroupant les marques de glisse Quiksilver, Roxy et DC Shoes) Pierre Agnès, alors âgé de 54 ans, est porté disparu en mer.

## Les marques du groupe
À partir de l’expérience acquise avec le développement de Quiksilver, le groupe crée la marque Roxy pour exploiter la clientèle des jeunes surfeuses, alors peu nombreuses. Première marque de surf entièrement destinée aux filles, Roxy est lancé en 1991 et peu à peu installe la glisse au féminin.
Le groupe Quiksilver investit le segment du skateboard, en signant en 1999 un contrat de sponsoring avec le skateboarder légendaire Tony Hawk et en lançant une marque dédiée, Hawk Designs. Une expérience qui sera renouvelée en 2001 dans le monde du golf avec la création de Fidra, en association avec le champion de golf John Ashworth, une ligne de vêtements de golf décontractée et contemporaine.
En 2000, Quiksilver achète la licence pour l’Europe de la marque Gotcha, concurrent de l'époque. Développée par une icône du surf mondial, le Sud Africain Michael Tomson, Gotcha s’est imposée dès sa création comme  une marque aux partis pris audacieux en termes de produits et communication. Particulièrement attachée à faire vivre une certaine vision du surf puriste, l’authenticité de Gotcha fut une raison essentielle de son acquisition par Quiksilver.
En 2004, le groupe Quiksilver se dote d’une nouvelle marque avec l’acquisition de DC Shoes. DC Shoes, dont le siège se trouve à Vista, en Californie, occupe une position de premier plan dans la branche des sports de glisse en tant que principal créateur, producteur et distributeur de chaussures, vêtements et accessoires liés à l'univers du skate et cible en particulier les 15-18 ans.
Aujourd’hui[Quand ?], le groupe compte douze marques indépendantes, dont les trois principales sont Quiksilver, Roxy et DC. D’autres marques de maillots de bain, de snowboarding, de skateboarding, entre autres, viennent compléter le portefeuille du groupe : Raisins, Radio Fidji et Leilani, Lib Technologies, Gnu et Bent Metal.
Le groupe a souhaité rendre autonome le développement de chacune de ses marques qui font qu’aujourd’hui elles ont toutes leur propre identité et univers, leur permettant ainsi d’amplifier leur potentiel de développement international.
Quiksilver a décidé de vendre Cleveland.

## La création d’un réseau de distribution en propre
Historiquement, la distribution des produits Quiksilver était assurée par des magasins multi-marques indépendants, surf shop et skate shops. Elle fut complétée ensuite par une présence dans les magasins de sports, les grands magasins, et la VPC.
À ceci est venue s’ajouter une distribution alternative, un réseau de magasins destiné aux marques du groupe, les « Boardriders Club ». Premiers magasins du genre créés par une société dans le monde de la glisse, ils sont aujourd’hui au nombre de 206 en Europe dont 70 en France.
Points de rencontre pour tous les passionnés de la glisse, ce nouveau type de distribution  permet non seulement de présenter les différentes gammes de produits mais aussi de véhiculer les valeurs des marques et des sports qu’ils valorisent.
L’inauguration du Quiksilver Boardriders Club sur les Champs-Élysées en novembre 1998 a donné un coup d’accélérateur au développement du réseau. En implantant son magasin phare sur l’une des avenues les plus prestigieuses au monde, Quiksilver a clairement indiqué son intention de concurrencer les grandes marques de sport et de mode mais surtout de rendre accessible la culture et les valeurs de la glisse à un nombre plus important de jeunes. Cette ouverture a été suivie d’autres implantations prestigieuses, Times Square à New York en 2003, Shanghai, Londres et Milan en 2004, ainsi que Montréal en 2008.
En juin 2005, Quiksilver a introduit un nouveau concept de magasin conçu et imaginé pour rassembler toutes les facettes de la boardriding culture avec l'ouverture de son magasin d'Anglet. Cet espace de 850 m2, mettant en scène les marques piliers du groupe est un lieu interactif. Le nouveau concept de lieu de vie conçu par le designer Philippe Avanzi est amené à être décliné à travers les lieux stratégiques européens aussi bien sur des surfaces de centre urbain comme à Montpellier (janvier 2006) ou des magasins phares de villes internationales tel que l'enseigne de Regent Street à Londres (avril 2006). Le choix de situer son nouveau grand magasin de 400 m2 sur l'avenue la plus en vue de Londres illustre la volonté du groupe de se placer au carrefour des tendances et d'offrir à sa clientèle internationale la possibilité de découvrir l'univers de ses marques.
Depuis septembre 2007, le réseau de distribution s'élargit via le web avec une boutique de vente en ligne européenne propre à la marque : le Quiksilver Store.

## Sponsoring et événements
Pour assurer sa promotion, Quiksilver sponsorise de nombreux surfeurs, snowboardeurs et skateboardeurs. Parmi les plus connus, on trouve le plus jeune surfer à intégrer le WCT Jérémy Florès, Mathieu Crepel (champion du Monde Ticket To Ride (TTR) World Snowboard Tour en 2006, Big Air et half-pipe en janvier 2007)  ou le skieur Candide Thovex. Quiksilver organise également de nombreuses compétitions de surf et snowboard comme le Quiksilver Pro France, le Biarritz Quiksilver Maïder Arostéguy, le Quiksilver Pro Gold Coast, le In Memory of Eddie Aikau  ou encore le Young Guns Snowboard.

## Concurrents
Les principaux concurrents sont les marques australiennes Rip Curl et Billabong (qui appartient aujourd'hui également au groupe Boardriders Inc.), américaines Town & Country Surf Designs et Gotcha, ainsi que la marque française Oxbow basée à Mérignac près de Bordeaux.